# ستيفن ماكنالي (لاعب كرة قدم)
ستيفن ماكنالي (بالإنجليزية: Stephen McNally)‏ هو لاعب كرة قدم بريطاني في مركز الدفاع، ولد في 15 مارس 1984 في دندي في المملكة المتحدة. لعب مع نادي دندي ونادي مونتروز لكرة القدم.

## وصلات خارجية
- ستيفن ماكنالي (لاعب كرة قدم) على موقع قاعدة بيانات كرة القدم.إي يو (الإنجليزية)
- ستيفن ماكنالي (لاعب كرة قدم) على موقع Soccerbase.com (لاعب) (الإنجليزية)